# Kanlho
Kanlho, nebo také Kan-nan, plným názvem Tibetský autonomní kraj Kanlho, (tibetsky: ཀན་ལྷོ་བོད་རིགས་རང་སྐྱོང་ཁུལ་, Wylie: Kan-lho Bod-rigs rang-skyong-khul; čínsky znaky 甘南藏族自治州), je autonomní kraj na jihu čínské provincie Kan-su. Má rozlohu 40 201 km², žije zde 697 800 obyvatel (2013), kraj se skládá ze sedmi okresů a městského okresu Che-cuo, který je zároveň hlavním městem kraje.

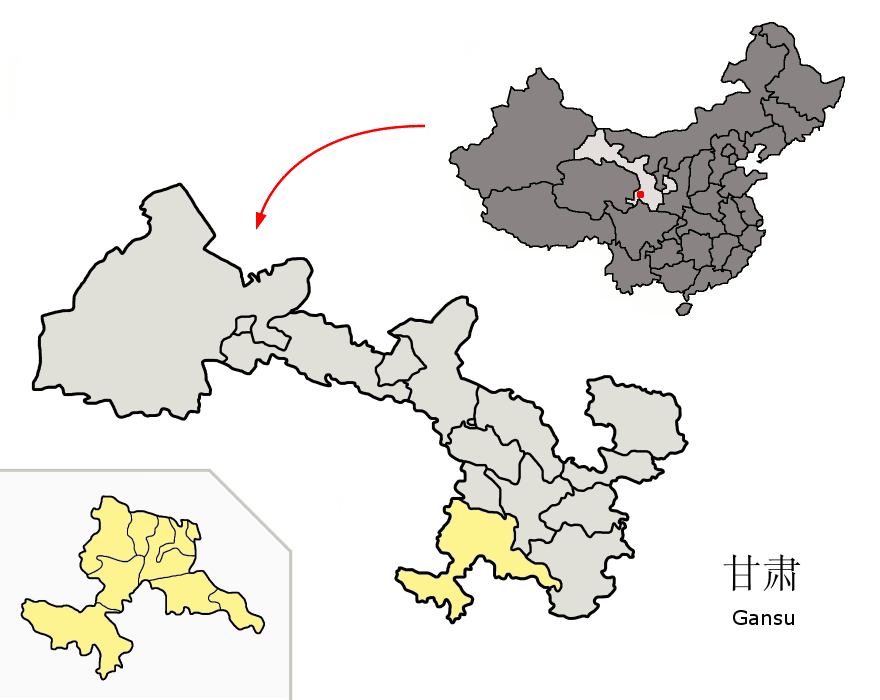
Kanlho na mapě Kan-su, ČLR

## Historie
Oblast Kanlho patří k oblasti Tibetu nazývané Amdo. Díky blízkosti Hedvábné stezky zde žije množství národností. Na severozápadě kraje leží známý klášter Labrang.

## Geografie
Kraj leží na severovýchodním okraji Tibetské náhorní plošiny, průměrná nadmořská výška se pohybuje okolo 3000 m n. m. Na jihu sousedí s tibetským krajem Ngawa (S'-čchuan), na západě s kraji Chuang-nan a Golog, na severu a východě s městy Lung-nan, Ting-si a prefekturou Lin-sia. Nadmořská výška kraje se pohybuje mezi 1100-4900 m n. m., většina západní části se nachází ve výšce nad 3000 m n. m. a nachází se tu rozlehlé pastviny.

### Nerostné suroviny
Oblast je bohatá na nerostné suroviny, těží se zde více než 45 druhů, z nejvýznamnějších např. zlato, uran, arsen, měď, bismut a rašelina.

### Vodstvo
Krajem Kanlho protékají Žlutá řeka, její přítoky řeky Tao, Da-sia a řeka Bailong.

### Administrativní členění
Od roku 2012 se kraj dělí na jeden městský okres Che-cuo a 7 okresů. Z toho okresy Mačhu, Lučhu, Sangčhu, Thewo a město Che-cuo jsou pastevecké, ostatní pastevecké a zemědělské.

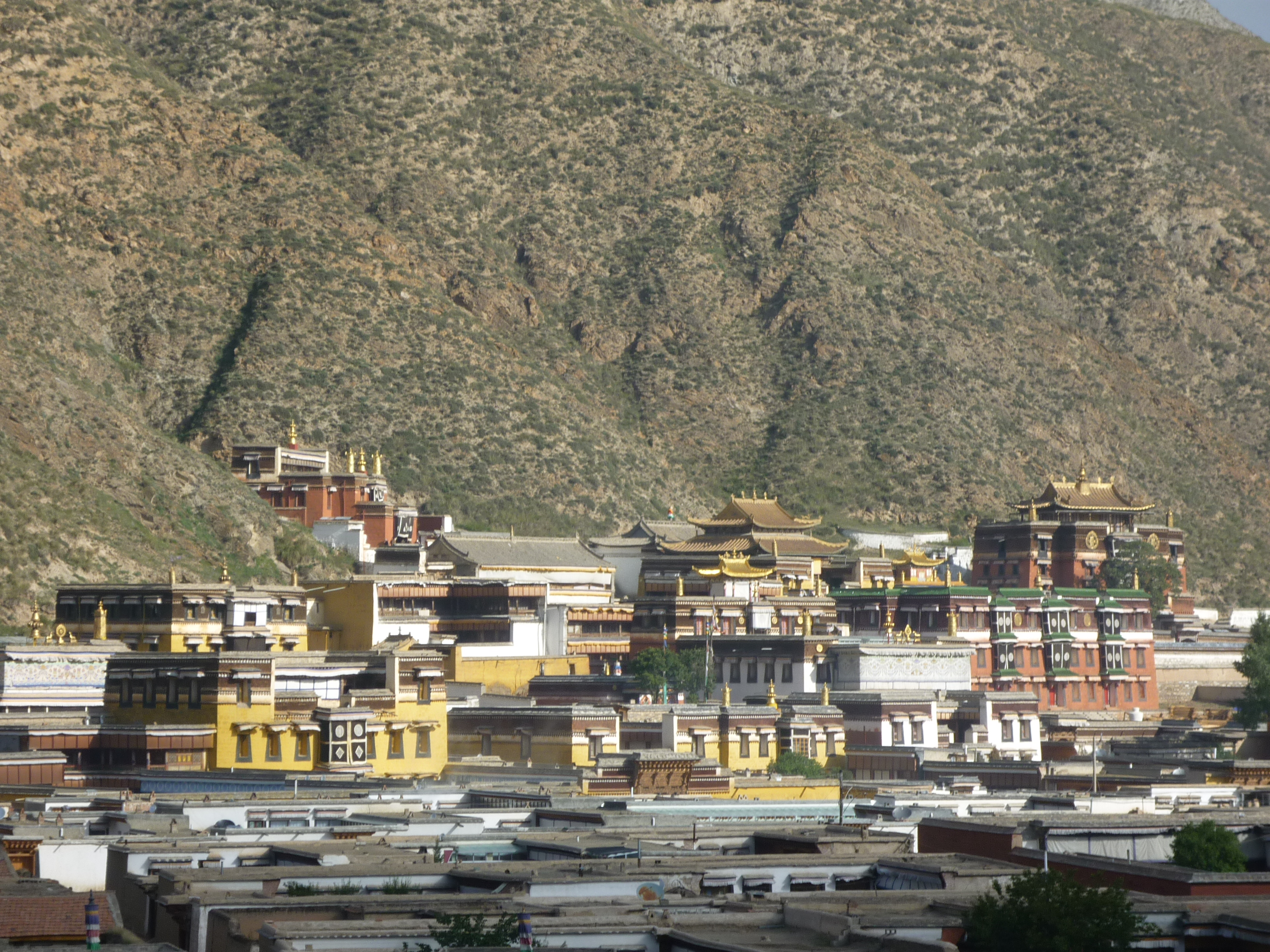
klášter Labrang v okrese Sangčhu (Sia-he)

| Mapa | Mapa                       | Mapa       | Mapa              | Mapa   | Mapa        | Mapa                | Mapa    |
| ---- | -------------------------- | ---------- | ----------------- | ------ | ----------- | ------------------- | ------- |
|      |                            |            |                   |        |             |                     |         |
| #    | název česky                | tibetsky   | Wylie             | čínsky | pchin-jin   | obyvatelstvo (2010) | rozloha |
| 1    | městský okres Che-cuo (Cö) | གཙོས་གྲོང་ཁྱེར་ | gtsos grong khyer | 合作市 | Hézuò Shì   | 90 290              | 2 670   |
| 2    | okres Lin-tchan            | ལིན་ཐན་རྫོང་  | lin than rdzong   | 临潭县 | Líntán Xiàn | 137 001             | 1 557   |
| 3    | okres Čone                 | ཅོ་ནེ་རྫོང་    | co ne rdzong      | 卓尼县 | Zhuóní Xiàn | 100 522             | 5 694   |
| 4    | okres Drugčhu              | འབྲུག་ཆུ་རྫོང་  | 'brug chu rdzong  | 舟曲县 | Zhōuqū Xiàn | 132 108             | 3 010   |
| 5    | okres Thewo                | ཐེ་བོ་རྫོང་    | the bo rdzong     | 迭部县 | Diébù Xiàn  | 52 166              | 5 108   |
| 6    | okres Mačhu                | རྨ་ཆུ་རྫོང་    | rma chu rdzong    | 玛曲县 | Mǎqū Xiàn   | 54 745              | 10 190  |
| 7    | okres Lučhu                | ཀླུ་ཆུ་རྫོང་    | klu chu rdzong    | 碌曲县 | Lùqū Xiàn   | 35 630              | 5 298   |
| 8    | okres Sangčhu (Xiahe)      | བསང་ཆུ་རྫོང་  | bsang chu rdzong  | 夏河县 | Xiàhé Xiàn  | 86 670              | 6 674   |

## Zemědělství
Většina kraje Kanlho je tradičně nomádská oblast (pastviny tvoří až 70 % rozlohy prefektury). V Kanlhu roste množství bylin užívaných v čínském a tibetském lékařství.

## Demografie
V roce 2013 žilo v kraji 697 800 obyvatel, meziroční růst činí 4700 obyvatel. Ve městech žije 191 100 obyvatel, meziroční růst 11 000 obyvatel. Porodnost činí 14,79 %, úmrtnost 7 %. Dětí ve věku 0-14 let je 146 800 osob, 21 % z celkového počtu obyvatel. Lidí ve věku 15-64 let je 499 500, 71 % obyvatel. Osob starších 65 let je 51 500, 7,4 % z celkového počtu obyvatel.
| Národnosti žijící v Kanlho (2010)           | Národnosti žijící v Kanlho (2010) | Národnosti žijící v Kanlho (2010) |
| národnost                                   | obyv.                             | %                                 |
| ------------------------------------------- | --------------------------------- | --------------------------------- |
| Tibeťané                                    | 329 278                           | 51,44 %                           |
| Číňané                                      | 267 260                           | 41,75 %                           |
| Chuejové                                    | 41,163                            | 6,43 %                            |
| Monguoři                                    | 939                               | 0,15 %                            |
| ostatní (Mandžuové, Salarové, Mongolové,... | 1466                              | 0,23 %                            |

## Doprava
Prefekturou prochází dálnice G213, která vede z Lan-čou na jih provincie Jün-nan. Od roku 2013 operuje letiště Xiahe (IATA: GXH, ICAO: ZLXH), ležící asi 70 km jihozápadně od hlavního města Che-cuo. Obsluhuje lety především do města Si-an, dvakrát týdně také lety do Lhasy.